# شهرستان‌های هائیتی

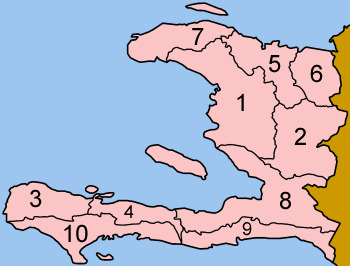
شهرستان‌های هائیتی

شهرستان (فرانسوی: Départements d'Haïti‎) اولین سطح تقسیمات کشوری در هائیتی است که شامل ۱۰ شهرستان است.

## شهرستان‌ها
اطلاعات براساس داده‌های سال ۲۰۱۵ می‌باشد.
| شهرستان   | مرکز        | مساحت (km²) | جمعیت     | تراکم | نقشه |
| --------- | ----------- | ----------- | --------- | ----- | ---- |
| آرتیبونیت | گونیو       | ۴٬۹۸۴       | ۱٬۷۲۷٬۵۲۴ |       | ۱    |
| مرکزی     | هینشی       | ۳٬۶۷۵       | ۷۴۶٬۲۳۶   |       | ۲    |
| گرندآنسه  | ژرمی        | ۱٬۹۱۲       | ۴۶۸٬۳۰۱   |       | ۳    |
| نیپ       | میراگوان    | ۱٬۲۶۷       | ۳۴۲٬۵۲۵   |       | ۴    |
| شمالی     | کاپ-هائیتین | ۲٬۱۰۶       | ۱٬۰۶۷٬۱۷۷ |       | ۵    |
| شمال شرقی | فورت-لیبرتی | ۱٬۸۰۵       | ۳۹۳٬۹۶۷   |       | ۶    |
| شمال غربی | پورت-دو-په  | ۲٬۱۷۶       | ۷۲۸٬۸۰۷   |       | ۷    |
| غربی      | پورتو پرنس  | ۴٬۸۲۷       | ۴٬۰۲۹٬۷۰۵ |       | ۸    |
| جنوب شرقی | ژاکمل       | ۲٬۰۲۳       | ۶۳۲٬۶۰۱   |       | ۹    |
| جنوبی     | له کای      | ۲٬۷۹۴       | ۷۷۴٬۹۷۶   |       | ۱۰   |